# USS Oscar Austin (DDG-79)
USS Oscar Austin (DDG-79) — 29-й эскадренный миноносец из серии запланированных к 13 сентября 2002 г. 62 эсминцев УРО типа «Арли Бёрк», строительство которых было одобрено Конгрессом США и 1-й эсминец этого типа серии IIa.
Строительство началось 9 октября 1997. Корпус был спущен на воду 7 ноября 1998. В это же день корабль получил имя. Был назван в честь морского пехотинца Оскара П. Остина, героя Вьетнамской войны. 19 августа 2000 года корабль вошёл в строй в Бате, штат Мэн.